# Zarzuela
Zarzuela je španska lirično-dramatična umetniška zvrst, ki združuje govorjene in pete scene; slednje vključujejo operne in popularne pesmi, pa tudi ples. Izraz izhaja iz kraljevega lovskega dvorca, imenovanega Palacio de la Zarzuela v bližini Madrida, kjer so se zarzuele prvič predstavile dvoru oz. javnosti. 
Dve glavni obliki zarzuele sta: najzgodnejša oblika, baročna zarzuela (okoli 1630–1750) in romantična zarzuela (okoli 1850–1950), ki se lahko nadalje deli na dve glavni podzvrsti, género grande and género chico, čeprav obstajajo še druge.
Zarzuela se je razširila tudi po španskih kolonijah in tako so mnoge države, posebno Kuba, razvile svoje lastne tradicije. Na Filipinih je poznana kot zarzuelta. Druge lingvistične in regionalne različice v Španiji vključujejo baskovsko zarzuelo in katalonsko sarsuelo. 